# Palazzo del Rivellino
Il palazzo del Rivellino, o semplicemente Rivellino, è un palazzo risalente al XVI secolo nel comune di Belmonte Calabro, in provincia di Cosenza, nella località Marina di Belmonte; ebbe in origine funzioni difensive come torre costiera.

## Storia
Il primo nucleo del palazzo venne edificato come torre costiera a pianta quadrata nel 1579 dal conte Torino Ravaschieri, a difesa di quel tratto di costa contro eventuali sbarchi dal mar Tirreno. La torre venne trasformata in palazzo nel 1627 dal principe Orazio Giovan Battista Ravaschieri. In seguito tra il 1806 e il 1807 il palazzo divenne di proprietà demaniale e quindi fu venduto alla famiglia Giuliani e poi diviso tra vari privati.

## Architettura
Ha un cortile interno. Al palazzo arriva anche un passaggio sotterraneo che sbuca all'aperto, lungo le rive del torrente Cervella.